# İsmail Akçay

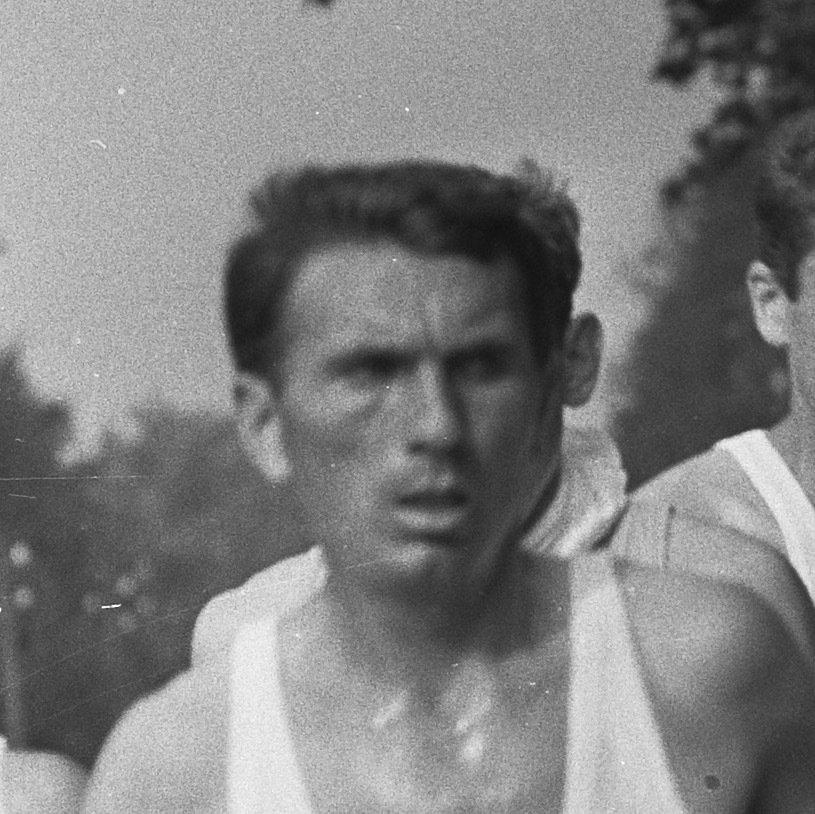
İsmail Akçay im Jahr 1967

İsmail Akçay (* 9. Juli 1942 in Balıkesir) ist ein ehemaliger türkischer Marathonläufer.
Im Jahr 1966 kam er bei den Europameisterschaften in Budapest auf den 16. Platz und siegte bei den Balkanspielen.
1967 wurde er Zweiter beim Las-Vegas-Marathon und Vierter beim Athen-Marathon. Bei den Mittelmeerspielen gewann er Silber.
Im Jahr 1968 gewann er erneut bei den Balkanspielen. Bei den Olympischen Spielen 1968 in Mexiko-Stadt kam er auf den vierten Platz in 2:25:19 h, mit anderthalb Minuten Rückstand auf den Bronzemedaillengewinner Mike Ryan. Zum Saisonabschluss wurde er mit seiner persönlichen Bestzeit von 2:13:44 h Vierter beim Fukuoka-Marathon.
1969 wurde er Zweiter in Las Vegas und Dritter in Athen. Bei den Europameisterschaften in Athen lief er auf den fünften Platz.
1970 gewann er in Athen, und 1971 folgte einem 16. Platz bei den Europameisterschaften in Helsinki ein weiterer Sieg bei den Balkanspielen und Bronze bei den Mittelmeerspielen.
Bei den Olympischen Spielen 1972 in München erreichte er nicht das Ziel. 1973 teilte er sich den Sieg bei den Balkanspielen mit seinem Landsmann Hüseyin Aktaş.
1966, 1969, 1970 und 1972 wurde er Türkischer Meister im Marathon und 1970 über 10.000 Meter.